# Gurmsir
Gurmsir (País de la Calor) és el nom donat a algunes regions de l'Iran i l'Afganistan.
A l'Iran la regió de Gurmsir estava situada al sud de Siraz (Fars)
A l'Afganistan la regió del Gurmsir estava situada a l'oest de Kandahar, fins a l'altre costat del riu Helmand. Timur va governar la regió per un temps (vegeu Tamerlà (guerrer errant))